# Loščevec
Loščevec (znanstveno ime Toxicodendron vernicifluum, prej Rhus verniciflua) je drevo, ki je svoje ime dobilo po snovi, ki jo izloča in se uporablja za izdelavo laka za loščenje lesenih površin. 

## Opis
Loščevec zraste do 25 metrov visoko in ima neparne pernato deljene liste, ki so sestavljeni iz 11-15 lističev. Lističi so ovalno podolgovati in imajo raven rob. Po spodnji strani so kosmati. Plod je okroglasta jagoda rumene barve, ki vsebuje seme. 

## Razširjenost in uporabnost
Iz ranjenih mest drevo izceja strupen in gost sok, ki se lahko brez predelav uporablja kot lak za les. Ta sok postane namreč, ko se posuši, izjemno trd in se lahko zlošči do visokega sijaja. Ta lak so na Kitajskem množično pridobivali že v obdobju dinastije Zhou (1122 - 256 pr. n. št.), najbolj popularno pa je bilo to drevo zaradi svojih lastnosti v obdobju Dinastije Ming (1368 - 1644). V tem času so drevo spoznali tudi v Evropi.
Drevo je doma v Koreji, Japonski (kjer se imenuje urushi) in na Kitajskem, razmnožuje pa se s semeni ali s koreninskimi poganjki.